# منغوليا في الألعاب الأولمبية الصيفية 2016
نافست منغوليا في دورة الألعاب الأولمبية الصيفية 2016 في ريو دي جانيرو، البرازيل، من 05-21 أغسطس 2016. وكان هذا الظهور الثالث عشر للبلاد في دورة الألعاب، بإستثناء دورة الألعاب الاولمبية الصيفية عام 1984 في لوس انجليس، بسبب الحرب السوفيتيه في أفغانستان.